# Diasemopsis
Diasemopsis är ett släkte av tvåvingar. Diasemopsis ingår i familjen Diopsidae.

## Dottertaxa tillDiasemopsis, i alfabetisk ordning[1]
- Diasemopsis aethiopica
- Diasemopsis albifacies
- Diasemopsis amora
- Diasemopsis apicifasciata
- Diasemopsis comoroensis
- Diasemopsis concolor
- Diasemopsis coniortodes
- Diasemopsis conjuncta
- Diasemopsis dejecta
- Diasemopsis disconcerta
- Diasemopsis dubia
- Diasemopsis elegantula
- Diasemopsis elongata
- Diasemopsis exquisita
- Diasemopsis fasciata
- Diasemopsis fusca
- Diasemopsis fuscapicis
- Diasemopsis fuscivenis
- Diasemopsis hirsuta
- Diasemopsis hirta
- Diasemopsis horni
- Diasemopsis incerta
- Diasemopsis interrupta
- Diasemopsis jeanneli
- Diasemopsis jillyi
- Diasemopsis latifascia
- Diasemopsis longipedunculata
- Diasemopsis meigenii
- Diasemopsis minuta
- Diasemopsis munroi
- Diasemopsis nebulosa
- Diasemopsis obscura
- Diasemopsis obstans
- Diasemopsis pleuritica
- Diasemopsis pulchella
- Diasemopsis quadrata
- Diasemopsis robusta
- Diasemopsis sexnotata
- Diasemopsis siderata
- Diasemopsis signata
- Diasemopsis silvatica
- Diasemopsis subfuscata
- Diasemopsis thaxteri
- Diasemopsis thomyris
- Diasemopsis wolteri